# Englische Rugby-Union-Meisterschaft 2001/02
Die Saison 2001/02 von Premiership Rugby war die 15. Saison der obersten Spielklasse der englischen Rugby-Union-Meisterschaft. Aus Sponsoringgründen trug sie den Namen Zurich Premiership. Sie begann am 3. September 2001, umfasste 22 Spieltage (je eine Vor- und Rückrunde) und dauerte bis zum 12. Mai 2001. Die Bestplatzierten der regulären Saison, die Leicester Tigers, gewannen zum sechsten Mal die Meisterschaft. Im Anschluss daran trugen die acht besten Mannschaften bis zum 8. Juni 2002 das K.o.-Turnier Zurich Championship aus, das aber nicht mehr zur Ermittlung des Meistertitels diente. Es gab in dieser Saison keinen Absteiger.

## Zurich Premiership

### Tabelle
M: Letztjähriger Meister

P: Promotion (Aufsteiger) aus der National Division One
|     | Team                 | Spiele | Siege | Unent. | Ndlg. | Spiel- punkte | Diff. | Bonus- punkte | Tabellen- punkte |
| --- | -------------------- | ------ | ----- | ------ | ----- | ------------- | ----- | ------------- | ---------------- |
| 01. | Leicester Tigers (M) | 22     | 18    | 0      | 4     | 658:349       | + 309 | 11            | 83               |
| 02. | Sale Sharks          | 22     | 14    | 1      | 7     | 589:517       | + 72  | 11            | 69               |
| 03. | Gloucester RFC       | 22     | 14    | 0      | 8     | 692:485       | + 207 | 12            | 68               |
| 04. | London Irish         | 22     | 11    | 3      | 8     | 574:465       | + 109 | 7             | 57               |
| 05. | Northampton Saints   | 22     | 12    | 1      | 9     | 506:426       | + 80  | 6             | 56               |
| 06. | Newcastle Falcons    | 22     | 12    | 1      | 9     | 490:458       | + 32  | 6             | 56               |
| 07. | London Wasps         | 22     | 12    | 0      | 10    | 519:507       | + 12  | 6             | 54               |
| 08. | Bristol Shoguns      | 22     | 9     | 1      | 12    | 591:632       | − 41  | 12            | 50               |
| 09. | Harlequins           | 22     | 5     | 3      | 14    | 434:507       | − 73  | 9             | 35               |
| 10. | Saracens             | 22     | 7     | 0      | 15    | 425:671       | − 246 | 6             | 34               |
| 11. | Bath Rugby           | 22     | 7     | 0      | 15    | 311:524       | − 213 | 5             | 33               |
| 12. | Leeds Tykes (P)      | 22     | 6     | 0      | 16    | 406:654       | − 248 | 6             | 28               |

Die Punkte wurden wie folgt verteilt:
- 4 Punkte bei einem Sieg
- 2 Punkte bei einem Unentschieden
- 0 Punkte bei einer Niederlage (vor möglichen Bonuspunkten)
- 1 Bonuspunkt für vier oder mehr erfolgreiche Versuche, unabhängig vom Endstand
- 1 Bonuspunkt bei einer Niederlage mit weniger als sieben Punkten Unterschied

### Playoff (Zurich Championship)
Viertelfinale
| 18. Mai 2002 | Leicester Tigers | 13 : 27 | Bristol Shoguns | Welford Road Stadium, Leicester |
| 18. Mai 2002 |                  |         |                 | Welford Road Stadium, Leicester |

| 18. Mai 2002 | Gloucester RFC | 60 : 9 | Newcastle Falcons | Kingsholm Stadium, Gloucester |
| 18. Mai 2002 |                |        |                   | Kingsholm Stadium, Gloucester |

| 19. Mai 2002 | London Irish | 14 : 38 | Northampton Saints | Madejski Stadium, Reading |
| 19. Mai 2002 |              |         |                    | Madejski Stadium, Reading |

| 19. Mai 2002 | Sale Sharks | 43 : 27 | London Wasps | Heywood Road, Sale |
| 19. Mai 2002 |             |         |              | Heywood Road, Sale |

Halbfinale
| 1. Juni 2002 | Bristol Shoguns | 32 : 24 | Northampton Saints | Memorial Stadium, Bristol |
| 1. Juni 2002 |                 |         |                    | Memorial Stadium, Bristol |

| 2. Juni 2002 | Sale Sharks | 11 : 33 | Gloucester RFC | Heywood Road, Sale |
| 2. Juni 2002 |             |         |                | Heywood Road, Sale |

Finale
| 8. Juni 2002 | Bristol Shoguns                                                                                                 | 23 : 28        | Gloucester RFC                                                                                             | Twickenham Stadium, London Zuschauer: 30.000 Schiedsrichter: Roy Maybank |
| 8. Juni 2002 | Versuche: Pichot 42. erh. Johnstone 72. erh. Erhöhungen: Contepomi (2) Straftritte: Contepomi (3) 14., 21., 77. | (6:16) Bericht | Versuche: Boer 36. erh. Erhöhungen: Mercier (1) Straftritte: Mercier (7) 1., 11., 40.+, 64., 69., 75., 83. | Twickenham Stadium, London Zuschauer: 30.000 Schiedsrichter: Roy Maybank |

## National Division One
Die Saison der zweiten Liga (National Division One) umfasste 26 Spieltage (je eine Vor- und Rückrunde). Die bestplatzierte Mannschaft Rotherham RUFC durfte nicht aufsteigen, da das Stadion nicht den Anforderungen entsprach. Absteigen mussten der Henley RFC und der Bracknell RFC.

### Tabelle
P: Promotion (Aufsteiger) aus der National Division Two

R: Relegation (Absteiger) aus der Premiership
|     | Team                      | Spiele | Siege | Unent. | Ndlg. | Spiel- punkte | Diff. | Bonus- punkte | Tabellen- punkte |
| --- | ------------------------- | ------ | ----- | ------ | ----- | ------------- | ----- | ------------- | ---------------- |
| 01. | Rotherham RUFC (R)        | 26     | 24    | 0      | 2     | 1099:325      | + 774 | 24            | 120              |
| 02. | Worcester Warriors        | 26     | 23    | 0      | 3     | 941:364       | + 577 | 14            | 106              |
| 03. | Exeter Chiefs             | 26     | 19    | 1      | 6     | 707:448       | + 259 | 14            | 92               |
| 04. | Coventry RFC              | 26     | 16    | 3      | 7     | 730:559       | + 171 | 12            | 82               |
| 05. | London Welsh              | 26     | 15    | 0      | 11    | 580:557       | + 23  | 9             | 69               |
| 06. | Bedford Blues             | 26     | 12    | 3      | 11    | 654:600       | + 54  | 14            | 68               |
| 07. | Otley RUFC                | 26     | 11    | 1      | 14    | 601:675       | − 74  | 10            | 56               |
| 08. | Birmingham & Solihull RFC | 26     | 10    | 1      | 15    | 432:626       | − 194 | 10            | 52               |
| 09. | Wakefield RFC             | 26     | 9     | 2      | 15    | 514:607       | − 93  | 7             | 47               |
| 10. | Rugby Lions (P)           | 26     | 9     | 1      | 16    | 518:668       | − 150 | 9             | 47               |
| 11. | Moseley RFC               | 26     | 9     | 1      | 16    | 448:695       | − 247 | 8             | 45               |
| 12. | Manchester RC             | 26     | 8     | 0      | 18    | 381:758       | − 377 | 4             | 36               |
| 13. | Henley RFC                | 26     | 6     | 1      | 19    | 449:767       | − 318 | 7             | 33               |
| 14. | Bracknell RFC (P)         | 26     | 4     | 0      | 22    | 418:823       | − 405 | 10            | 26               |

Die Punkte wurden wie folgt verteilt:
- 4 Punkte bei einem Sieg
- 2 Punkte bei einem Unentschieden
- 0 Punkte bei einer Niederlage (vor möglichen Bonuspunkten)
- 1 Bonuspunkt für vier oder mehr erfolgreiche Versuche, unabhängig vom Endstand
- 1 Bonuspunkt bei einer Niederlage mit weniger als sieben Punkten Unterschied